# Claes Eklundh (konstnär)
Claes Henrik Eklundh, även Claes Eklund, född 11 oktober 1944 i Malmö, är en svensk målare och grafiker. 
Claes Eklundh har varit verksam som konstnär sedan 1964 och har bott och arbetat utomlands i större delen av sitt liv: i Florens, Rom, Paris, Berlin och New York. Han är numera bosatt i Malmö.
Eklundh är utbildad vid Konstakademien i Stockholm (1965–1970), Det Kongelige Danske Kunstakademi i Köpenhamn (1975–1976) och vid Accademia di Belle Arti di Firenze (1977–1978). Han är representerad vid bland annat British Museum i London, Nationalmuseum och Moderna museet i Stockholm. Han är ledamot av Kungliga akademien för de fria konsterna.